# Chitar-Petar-Nunatak
Der Chitar-Petar-Nunatak (bulgarisch нунатак Хитър Петър nunatak Chitar Petar) ist ein 462 m hoher und felsiger Nunatak im Grahamland auf der Antarktischen Halbinsel. Auf der Trinity-Halbinsel ragt er 4,69 km südöstlich des Balej-Nunataks, 7,35 km nordöstlich des Mount Roberts und 4,35 km südlich des Tufft-Nunataks an der Südseite der Mündung des Aitkenhead-Gletschers in den Prinz-Gustav-Kanal auf.
Deutsche und britische Wissenschaftler nahmen 1996 seine Kartierung vor. Die bulgarische Kommission für Antarktische Geographische Namen benannte ihn 2010 nach dem  legendären bulgarischen Volkshelden Chitar Petar (bulgarisch; deutsch in etwa „Schlitzohriger Peter“).